# Élections générales boliviennes de 1985
Les élections générales boliviennes de 1985 ont lieu le dimanche 14 juillet 1985 afin d'élire le président de la République de Bolivie, le vice-président, les sénateurs et les députés du Congrès national. Comme aucun candidat n'obtient plus de la moitié des voix lors du vote populaire, le Congrès national procède à l'élection indirecte de Víctor Paz Estenssoro comme président de la République dans un vote où participent les deux candidats ayant préalablement obtenu le plus de voix.

## Contexte
Les élections générales de 1985 font suite à la première présidence démocratique depuis la succession de dictatures qui marque la politique bolivienne entre 1964 et 1982. Le gouvernement de gauche d'Hernán Siles Zuazo, élu en 1980, n'a toutefois pu prendre le pouvoir qu'en 1982, à cause d'un coup d'État militaire du général Luis García Meza peu après les élections générales de 1980.
Après deux décennies de dictatures, le président Hernán Siles Zuazo récupérait une Bolivie en piètre situation économique frappée par l'hyperinflation. Celui-ci ne réussit pas à améliorer l'état du pays et les mécontentements des milieux ouvriers se faisaient de plus en plus importants. Bien qu'il devait terminer son mandat en 1986, Siles Zuazo décide donc de procéder aux élections de manière anticipée. Les principaux aspirants au poste, l'ancien président Víctor Paz Estenssoro et l'ancien président de facto Hugo Banzer Suárez dirigeaient deux partis de droite (à degrés divers) et promettaient de profondes réformes visant à relancer l'économie bolivienne. La participation au scrutin est d'ailleurs importante. Les élections générales de 1985 marquent d'ailleurs le début d'une succession de présidences néolibérales durant vingt ans. 

## Système électoral
La Loi électorale de 1980 définit à son article 45 les personnes bénéficiant du droit de vote. Celui-ci se détaillant comme suit : « Sont citoyens les Boliviens hommes et femmes, majeurs de vingt-et-un ans s'ils sont célibataires ou de dix-huit ans s'ils sont mariés, peu importe leur instruction, leur occupation ou leur rente ».

### Postes à pourvoir
Les listes étaient fermées et bloquées. En plus de l'élection du président et du vice-président, il se votait au cours du même processus électoral, les députés, les sénateurs, les maires et les conseillers municipaux.

### Élection du binôme présidentiel
Tel que l'établit la Constitution de 1967, la Loi électorale de 1980 prévoit que le président et le vice-président doivent être élus à la majorité absolue du vote populaire, dans le cas contraire, il revient au Congrès national de choisir le président via un vote indirect. 

## Divisions électorales
Comme lors des élections antérieures, deux types de circonscriptions permettent l'élection des politiciens boliviens. D'un côté, la circonscription nationale afin d'y élire le président et le vice-président et de l'autre, les neuf circonscriptions départementales qui permettent l'élection des sénateurs et députés. Des maires et conseillers municipaux y furent également élus, des circonscriptions municipales existaient également à cette fin, celles-ci servaient par contre uniquement aux élections municipales. 
En ce qui a trait au Sénat, il s'est maintenu la règle présente depuis les élections générales de 1979, selon laquelle chaque département élirait trois sénateurs. Quant à la Chambre des députés, la distribution de sièges est conforme à celle établie depuis les élections générales de 1980. Le tout se détaillant comme suit :
| Département | Sénateurs | Députés |
| ----------- | --------- | ------- |
| Chuquisaca  | 3         | 13      |
| La Paz      | 3         | 28      |
| Cochabamba  | 3         | 18      |
| Oruro       | 3         | 10      |
| Potosí      | 3         | 19      |
| Tarija      | 3         | 9       |
| Santa Cruz  | 3         | 17      |
| Beni        | 3         | 9       |
| Pando       | 3         | 7       |
| Total       | 27        | 130     |

## Candidatures
Un total de dix-huit candidatures s'est présenté aux élections de 1985, soit le plus grand nombre de l'histoire politique bolivienne. Les règles afin de poser sa candidature pouvaient souffrir d'un manque de clarté ou leur application était défaillante. Ainsi, Jaime Paz Zamora, qui était vice-président lors de la période qui se concluait, a pu être habilité comme candidat à la présidence.

## Résultats
Bien que l'Action démocratique nationaliste (ADN) ait gagné la première place au suffrage populaire, celle-ci ne constitue toutefois pas la première force parlementaire, en raison du fait qu'elle ait remporté la première place uniquement dans deux départements, soit ceux de La Paz et de Cochabamba. Même s'il obtient la deuxième place en ce qui a trait au suffrage populaire, le Mouvement nationaliste révolutionnaire (MNR) devient tout de même la première force parlementaire avec une majorité de sénateurs et plus de députés que l'ADN. 
Les électeurs du département de La Paz, qui avaient pourtant majoritairement soutenu en 1980 l'Unité démocratique et populaire (UDP), parti de gauche d'Hernán Siles Zuazo, ont fait remporter en 1985 l'ADN, parti de droite dirigé par l'ancien dictateur Hugo Banzer Suárez.
Les résultats des élections générales de 1985 laissent suggérer que la population recherche un gouvernement stable qui aura la fermeté et la capacité de résoudre les problèmes qu'apparemment la gauche n'a pas été capable de faire. Des partis comme le MNR et l'ADN font campagne en mettant l'accent sur les solutions à la situation économique et sociale actuelle et sur l'expérience gouvernementale dont ils bénéficiaient.
Le mécontentement vis-à-vis la gestion économique du gouvernement de gauche et le blocus parlementaire des partis de droite sont des raisons qui ont suscité un déplacement du vote vers la droite lors de ces élections, mais également un déplacement global du centre électoral vers la droite.
Après l'élection, les partis de gauche décident de soutenir Víctor Paz Estenssoro afin d'empêcher Banzer d'accéder au pouvoir lors de l'élection du président par le Congrès. Essayant d'éviter l'expérience de la période précédente, le MNR nouvellement élu cherche à stabiliser les relations entre l'exécutif et le législatif à travers le Pacte pour la démocratie, qui réunissait déjà les deux tiers des membres de la Chambre des députés et pratiquement tout le Sénat. Ce pacte a permis au système politique d'atteindre un ordre qui a mis exclusivement l'accent sur cette relation entre les pouvoirs et qui a survécu pendant près de deux décennies. 
|                        |                                                     |                                                            |           |       |         |           |
| Candidats              | Candidats                                           | Parti                                                      | Votes     | %     | Députés | Sénateurs |
|                        | Hugo Banzer Suárez Eudoro Galindo Anze              | Action démocratique nationaliste                           | 493 735   | 32,83 | 41      | 10        |
|                        | Víctor Paz Estenssoro Julio Garrett Ayllón          | Mouvement nationaliste révolutionnaire                     | 456 704   | 30,36 | 43      | 16        |
|                        | Jaime Paz Zamora Oscar Eid Franco                   | Mouvement de la gauche révolutionnaire - Nouvelle Majorité | 153 143   | 10,18 | 15      | 1         |
|                        | Roberto Jordán Pando Marcelo Velarde Ortiz          | Mouvement nationaliste révolutionnaire de gauche           | 82 418    | 5,48  | 8       |           |
|                        | Carlos Serrate Reich Zenón Barrientos Mamani        | Mouvement nationaliste révolutionnaire d'avant-garde       | 72 197    | 4,80  | 6       |           |
|                        | Ramiro Velasco Romero Wálter Vásquez Michel         | Parti socialiste-1                                         | 38 786    | 2,58  | 5       |           |
|                        | Antonio Araníbar Quiroga Óscar Salas Moya           | Front du peuple uni                                        | 38 124    | 2,53  | 4       |           |
|                        | Genaro Flores Santos Filemón Escobar Escobar        | Mouvement révolutionnaire Túpac Katari de libération       | 31 678    | 2,11  | 2       |           |
|                        | Luis Ossio Sanjinés Jaime Ponce García              | Parti démocrate-chrétien                                   | 24 079    | 1,60  | 3       |           |
|                        | David Añez Pedraza José Luis Gutiérrez Sardán       | Phalange socialiste bolivienne                             | 19 985    | 1,33  | 3       |           |
|                        | Macabeo Chila Prieto Hermógenes Bazualdo García     | Mouvement révolutionnaire Túpac Katari                     | 16 269    | 1,08  |         |           |
|                        | Guillermo Lora Escobar Ascencio Cruz Cruz           | Parti ouvrier révolutionnaire                              | 13 712    | 0,91  |         |           |
|                        | Raúl Catacora Córdova Guido Capurata Mamani         | Action civique populaire                                   | 12 918    | 0,86  |         |           |
|                        | Francisco Figueroa Marcos Chuquimia                 | Mouvement nationaliste révolutionnaire de gauche-1         | 11 696    | 0,78  |         |           |
|                        | Isaac Sandóval Rodríguez Luis Luján Ticona          | Gauche unie                                                | 10 892    | 0,72  |         |           |
|                        | Luís Fernando Mostajo Cavero Delfín Berdeja Taboada | Force nationale progressiste                               | 9 635     | 0,64  |         |           |
|                        | Juan Santa Cruz Adolfo Murillo Blanco               | Action humaniste révolutionnaire                           | 9 420     | 0,63  |         |           |
|                        | Humberto Cayoja Riart Antonio Chiquíe Dippo         | Alliance nationale de renouvellement                       | 8 665     | 0,58  |         |           |
| Votes valides          | Votes valides                                       | Votes valides                                              | 1 504 056 | 71,33 |         |           |
| Votes blancs           | Votes blancs                                        | Votes blancs                                               | 126 800   | 7,34  |         |           |
| Votes nuls             | Votes nuls                                          | Votes nuls                                                 | 97 509    | 5,64  |         |           |
| Total                  | Total                                               | Total                                                      | 1 728 365 | 100   | 130     | 27        |
| Abstention             | Abstention                                          | Abstention                                                 | 308 093   | 18,03 |         |           |
| Inscrits/participation | Inscrits/participation                              | Inscrits/participation                                     | 2 108 458 | 81,97 |         |           |

### Vote du Congrès
Le 4 août 1985, le Congrès national se réunit pour élire le président de la République, procédure prévue par la Constitution lorsqu'aucun candidat n'obtient la majorité absolue lors du vote populaire. Le candidat du MNR, Víctor Paz Estenssoro, est élu président de la Bolivie, obtenant l'appui de la majeure partie des groupes politiques. 
| Candidat présidentiel | Candidat présidentiel       | Partis                            | Votes |
| --------------------- | --------------------------- | --------------------------------- | ----- |
|                       | Víctor Paz Estenssoro (MNR) | MNR, MIR, MNRI, MNR-V, PDC, MRTKL | 94    |
|                       | Hugo Banzer Suárez (ADN)    | ADN                               | 51    |
| Abstention            | Abstention                  | PS-1, FSB, FPU                    | 12    |
| Total                 | Total                       | Total                             | 157   |